# Xã Maydell, Quận Clark, Nam Dakota
Xã Maydell (tiếng Anh: Maydell Township) là một xã thuộc quận Clark, tiểu bang Nam Dakota, Hoa Kỳ. Năm 2010, dân số của xã này là 51 người.